# Wira Misewycz
Wira Antoniwna Misewycz (ukr. Віра Антонівна Місевич; ros. Вера Антоновна Мисевич, Wiera Antonowna Misiewicz; ur. 10 kwietnia 1945 w Kijowie, zm. 4 marca 1995 tamże) – radziecka i ukraińska jeźdźczyni. Zasłużony Mistrz Sportu ZSRR (1980).
Jeździectwo zaczęła trenować w 1962 roku w DSO „Kołchoznik” Kijów. W 1966 trafiła do Dynama Kijów, gdzie była trenowana przez Borysa Iwanowycza Muraszowa i jego żonę Irinę. Absolwentka studiów trenerskich na Kijowskim GIFK (Kijowskim Państwowym Instytucie Kultury Fizycznej), który ukończyła w 1982 roku. W 1980 wystartowała na igrzyskach olimpijskich, na których zajęła 4. miejsce w ujeżdżeniu indywidualnym i 1. w ujeżdżeniu drużynowym (wraz z Jurijem Kowszowem i Wiktorem Ugriumowem). W 1977 i 1981 została brązową medalistką mistrzostw Europy w ujeżdżeniu drużynowym.
Mistrzyni ZSRR w ujeżdżeniu z lat 1980, 1981 i 1983. W kadrze ZSRR znajdowała się w latach 1975–1985.
W czasie kariery była również aktorką: w filmie „Biriuk” wcieliła się w rolę arystokratki Sofii, grała też m.in. w filmie „Bumbarasz” i „Gadiuka”.
Po zakończeniu kariery pracowała jako trenerka. Z mężem Michaiłem Kirgizowem miała córkę Irinę. Odznaczona orderem Znak Honoru i medalem „Za pracowniczą wybitność”.